# Henry King
Henry King (Christiansburg, Virgínia em 24 de janeiro de 1886 - Toluca Lake, Califórnia em 29 de junho de 1982) foi um realizador americano.

## Biografia
Começou a trabalhar como ator desempenhando pequenos papéis em várias peças teatrais conseguindo, a partir de 1912, figurar também em alguns filmes.
Realizou o seu primeiro filme em 1915, tornando-se um dos mais conhecidos diretores de Hollywood da década de 1920.
Por duas vezes nomeado para o Óscar de melhor realizador, nunca o viria a conquistar, tendo todavia ganho logo a primeira edição dos Globos de Ouro, em 1944, obtendo o prémio para melhor realizador pelo seu filme The Song of Bernadette.
Foi um dos 36 fundadores da Academia de Artes e Ciências Cinematográficas, que atribui anualmente os Óscares.
Ao longo de toda a sua carreira realizou mais de 100 filmes.

## Obra

### Filmografia

#### Filmes mudos
- 1915 - Should a wife forgive?
- 1915 - The Brand of man
- 1915 - Who pays?
- 1916 - Joy and the dragon
- 1916 - Shadows and sunshine
- 1916 - Pay dirt
- 1916 - When might is right
- 1916 - Little Mary Sunshine
- 1916 - The Oath of hate
- 1916 - The Sand lark
- 1917 - The Mate of the Sally Ann
- 1917 - A game of wits
- 1917 - Southern pride
- 1917 - The Climber
- 1917 - The Bride's silence
- 1917 - The Mainspring
- 1917 - In the hands of the law
- 1917 - Souls in pawn
- 1917 - Vengeance of the dead
- 1917 - Sunshine and gold
- 1917 - Told at twilight
- 1917 - Twin kiddies
- 1917 - Scepter of suspicion
- 1918 - All the world to nothing
- 1918 - Hobbs in a hurry
- 1918 - The Locked Heart
- 1918 - Up romance road
- 1918 - Social briars
- 1918 - Hearts or diamonds?
- 1918 - Powers that prey
- 1918 - Beauty and the rogue
- 1918 - King social briars
- 1919 - 23 1/2 hours' leave
- 1919 - Six feet four
- 1919 - This hero stuff
- 1919 - A sporting chance
- 1919 - Some liar
- 1919 - Brass buttons
- 1919 - Where the West begins
- 1919 - When a man rides alone
- 1919 - A fugitive from matrimony
- 1920 - One Hour Before Dawn
- 1920 - Dice of destiny
- 1920 - Help wanted - male
- 1920 - The White dove
- 1920 - Haunting shadows
- 1920 - Uncharted channels
- 1921 - Tol'able David
- 1921 - The Sting of the lash
- 1921 - Salvage
- 1921 - The Mistress of Shenstone
- 1921 - When we were 21
- 1922 - The Seventh Day
- 1922 - The Bond boy
- 1922 - Sonny (filme)
- 1923 - The White Sister
- 1923 - Fúria (1936)
- 1924 - Romola
- 1925 - Stella Dallas
- 1925 - Any woman
- 1925 - Sackcloth and Scarlet
- 1926 - Partners Again
- 1926 - The Winning of Barbara Worth
- 1927 - The Magic flame
- 1928 - The Woman disputed
- 1929 - She goes to war

#### Filmes sonoros
- 1930 - Hell Harbor
- 1930 - The Eyes of the world
- 1930 - Lightnin'
- 1931 - Merely Mary Ann
- 1931 - Over the hill
- 1932 - The Woman in room 13
- 1933 - State Fair
- 1933 - I loved you wednesday
- 1934 - Marie Galante
- 1934 - Carolina (filme)
- 1935 - One More Spring
- 1935 -  Way Down East
- 1936 - The Country Doctor
- 1936 - Ramona
- 1936 - Lloyd's of London
- 1937 - Seventh Heaven
- 1937 - In Old Chicago
- 1938 - Alexander's Ragtime Band
- 1939 - Jesse James (filme)
- 1939 - Stanley and Livingstone
- 1940 - Little Old New York
- 1940 - Maryland
- 1940 - Chad Hanna
- 1941 - A Yank in the R.A.F.
- 1941 - Remember the Day
- 1942 - The Black Swan
- 1943 - The Song of Bernadette
- 1944 - Wilson
- 1945 - A Bell for Adano
- 1946 - Margie
- 1947 - Captain from Castile
- 1948 - Deep Waters
- 1949 - Prince of Foxes
- 1949 - Twelve O'Clock High
- 1950 - The Gunfighter
- 1951 - I'd Climb the Highest Mountain
- 1951 - David and Bathsheba
- 1952 - The Snows of Kilimanjaro
- 1952 - O. Henry's Full House
- 1952 - Nellie Wait 'til the sun shines
- 1953 - King of the Khyber Rifles
- 1955 - Untamed
- 1955 - Love is a Many-Splendored Thing
- 1956 - Carousel
- 1957 - The Sun Also Rises
- 1958 - The Bravados
- 1959 - This Earth is Mine
- 1959 - Beloved Infidel
- 1962 - Tender is the Night

## Prémios e nomeações
- Recebeu duas nomeações ao Óscar de Melhor Realizador, por "The Song of Bernadette" (1943) e "Wilson" (1944).
- Ganhou o Globo de Ouro de Melhor Realizador, por "The Song of Bernadette" (1943).